# Traditionelle koreanische Märkte

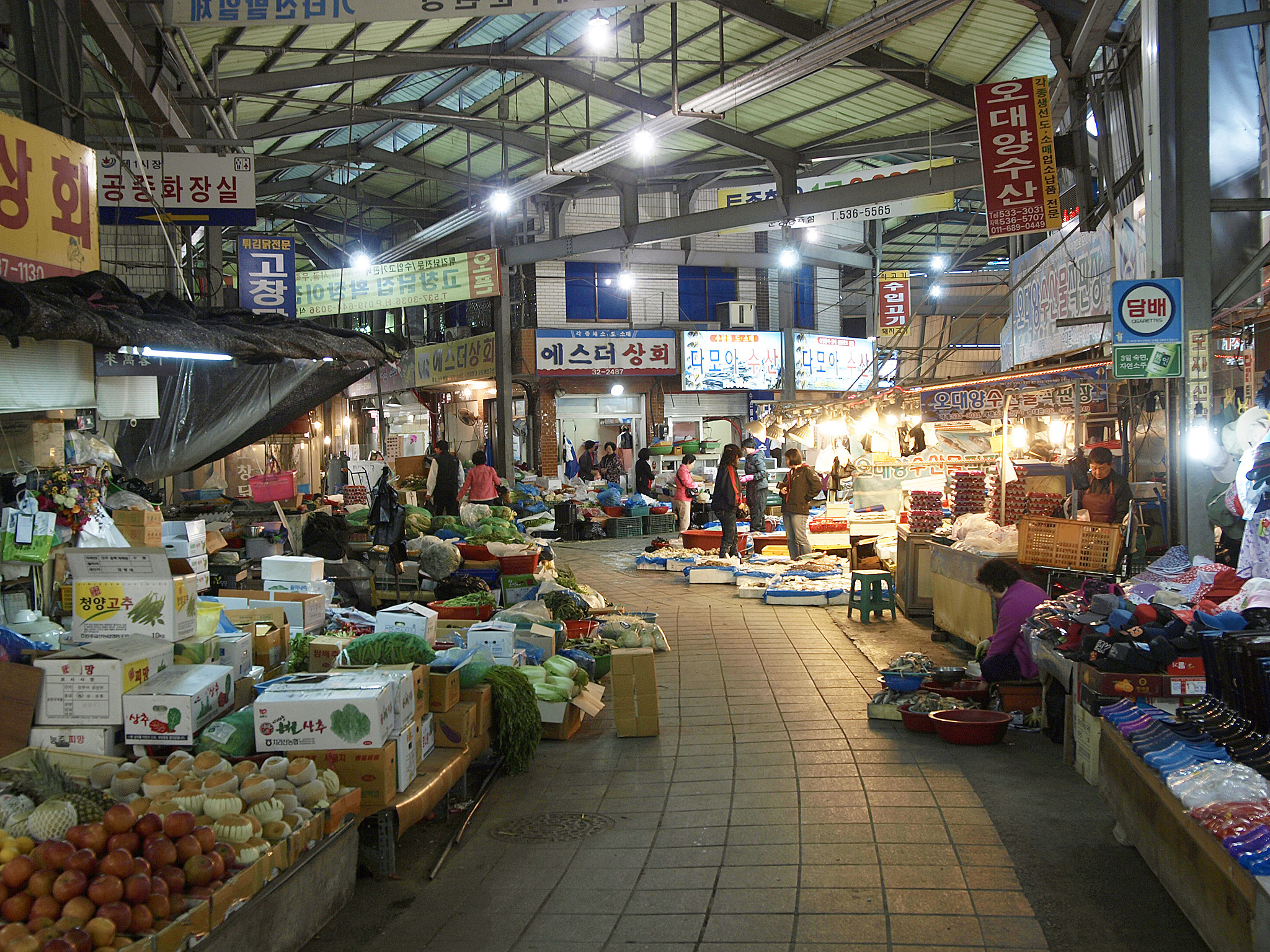
Traditioneller koreanischer Markt in Jeongeup, Jeollabuk-do, Südkorea

Als traditionelle koreanische Märkte (재래시장, Jaerae Sijang) gelten in Südkorea Märkte, die entweder als 5-Tages-Märkte unter freiem Himmel oder als ständige Märkte in überdachten Straßen oder Hallen täglich geöffnet haben und auf denen landwirtschaftliche Produkte, Meeresprodukte und Gegenstände des häuslichen Bedarfs zum Verkauf angeboten werden.
Früher auch in Dörfern zu finden, existieren derartige Märkte in modernerer Form heute nur noch in den größeren Städten des Landes. Auch Spezialmärkte, die sich auf ein bestimmtes Warenangebot spezialisiert hatten, bildeten sich in den vergangenen zwei Jahrhunderten aus, sind aber heute fast gänzlich verschwunden. Seit der Jahrtausendwende finden zunehmend Künstler Zugang zu den Märkten und sprechen dadurch vornehmlich jüngere Bevölkerungsschichten an, die damit die traditionellen Märkte heute neu beleben.

## Geschichte

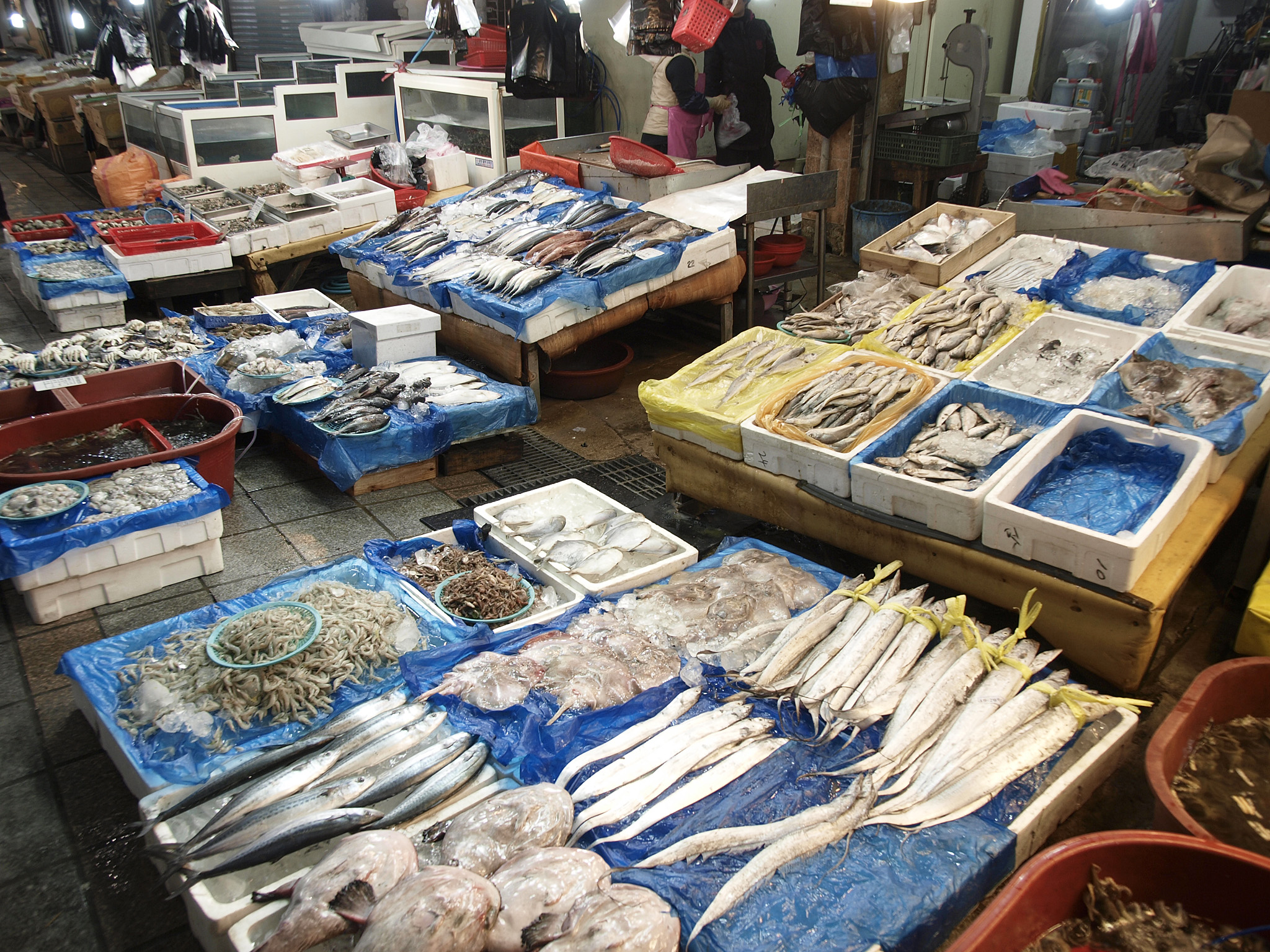
Fischangebot auf dem Markt in Jeongeup

Die Kultur, Märkte abzuhalten, entwickelte in Korea zunehmend zwischen Ende des 17. bis Anfang des 18. Jahrhunderts. Zu dieser Zeit neigte sich die Kleine Eiszeit dem Ende entgegen, was zu steigenden Temperaturen und größeren Erträgen in der Landwirtschaft führte. Die gesicherte Ernährungsgrundlage der Bevölkerung mit erwirtschafteten Überschüssen, verbunden mit sich entwickelnden Handwerksbereichen, förderte den Handel und die Geldwirtschaft nachhaltig. In jener Zeit entstanden Siedlungen, in denen das Wohnen im Vordergrund stand. In ihnen entwickelten sich die Märkte, zunächst bevorzugt an den Schnittstellen von Land- und Wasserwegen, später auch fernab von schiffbaren Flüssen.
Hyangsi 향시 nannten sich die regelmäßig stattfindenden Märkte in der Joseon-Zeit 조선. Sie waren auf dem Land in Abständen von 12 bis 15 km Entfernung zu finden und konnten so von Bauern, Handwerkern und Handel-Treibenden zu Fuß, hin und zurück an einem Tag erreicht werden. Mitte des 18. Jahrhunderts kamen die Bobusang 보부상, die „fliegenden Händler“ hinzu, die eine wichtige Rolle in der Verteilung von Waren spielten.
Anfangs wurden auf den unter freiem Himmel stattfindenden Märkten landwirtschaftliche Produkte, Gegenständen für den alltäglichen Bedarf und Handwerksprodukte gehandelt. Später entwickelten sich zusätzlich Spezialmärkte und Märkte, die über fünf Tage stattfanden. Anfang des 19. Jahrhunderts gab es in Korea über Tausend solcher 5-Tages-Märkte.

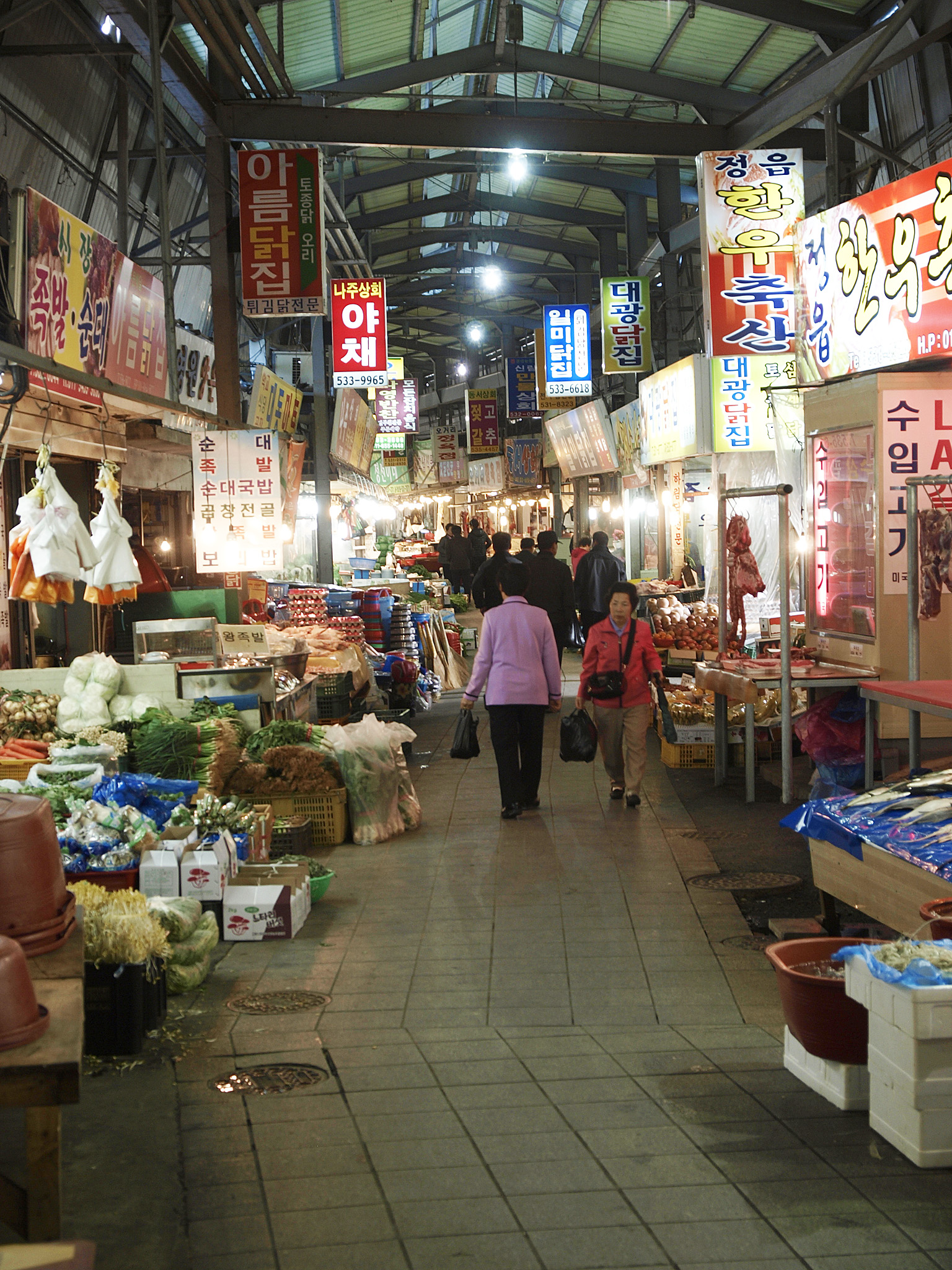
Markt in Jeongeup

Die Märkte spielten für die einfachen Leute eine wichtige Rolle für ihre Kommunikation über Dorfgrenzen hinweg. Auf den Märkten erfuhr man, was man über offizielle Wege nicht gewahr werden konnte. Auch dienten die Märkte früher als Plätze politischer Versammlungen und Demonstrationen. So rief beispielsweise im Jahr 1894 der Anführer Jeon Bong-jun (전봉준)(1855–1895) von dem Marktplatz Malmok-jangteo (말목장터) in der Provinz Jeollabuk-do (전라북도) aus, zum Bauernaufstand gegen die korrupten Beamten des Landes auf. Der Aufstand wurde als Donghak Undong (동학 운동) bekannt. Ein weiteres Beispiel liefert der Markt Aunae-jangteo (아우매장터) in Cheonan (천안시). Hier wurde am 1. März 1919 die koreanische Unabhängigkeitserklärung verlesen, siehe Bewegung des ersten März.
Ein weiterer geschichtsträchtiger Markt ist der Medizinmarkt Yangnyeongsi (양녕시), der von König Hyojong (효종) (reg. 1649–1659) initiiert, jeweils zweimal im Jahr, im Frühling und im Herbst abgehalten und auf dem Heilkräuter aus dem gesamten Land gehandelt wurden.

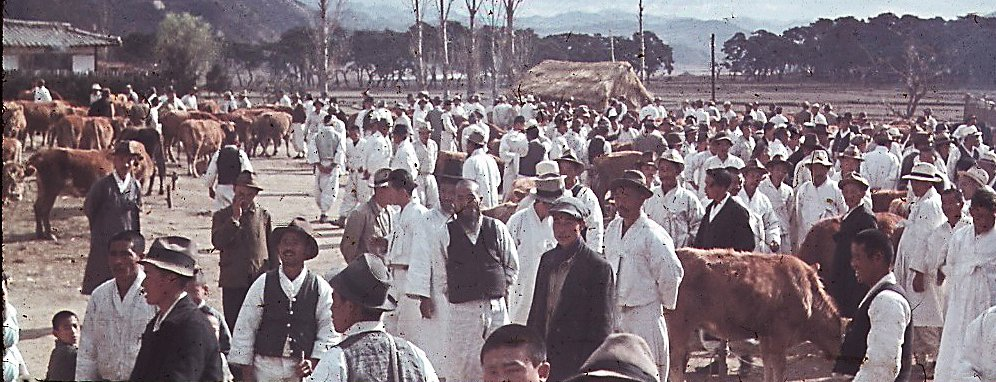
Rindermarkt außerhalb von Seoul (Herbst 1945)

Ein traditioneller Spezialmarkt war auch der Hwamunseok (화문석), ein Markt für Matten aus Zyperngras. Die Tradition, Matten aus diesem Material herzustellen, reicht wohl zurück bis in die Mitte der Goryeo-Zeit (고려) (918–1392). Sie wurden in der Gegend des Landkreises Ganghwa-gun gefertigt. Anfang der 1990er verschwand der Markt, da die Nachfrage an den traditionell hergestellten Matten erheblich zurückging. Ähnlich erging es dem Markt für Hanfleinen in der Stadt Jinju oder der Vielzahl von Rindermärkten im gesamten Land. Gab es 1918 noch 655 Rindermärkte in Korea, sind sie heute als Spezialmärkte verschwunden oder bestehen nur noch als Teil von wenigen 5-Tages-Märkten im Land, so wie im Dorf Donggok-ri (동곡리) im Landkreis Cheongdo (청도).
Um die Tradition der koreanischen Märkte wieder zu beleben, startete im Jahr 2008 das Ministerium für Kultur, Sport und Tourismus ein Programm, mit dem durch Kulturprojekte die bestehenden Märkte wieder attraktiver werden sollten. Auch Städte und Geschäftsleute beteiligten sich und überließen jungen Künstlern Räume in den Hallen der Märkte zu günstigen Konditionen. Die Kulturszene nahm dies an und so entstanden in einigen Städten Verbindungen zwischen traditionellem Gewerbe und der Kunst. Damit wurden vor allem in den Metropolen und großen Städten die Märkte auch für die jüngeren Teile der Bevölkerung wieder attraktiver.

## Beispiele traditioneller Märkte

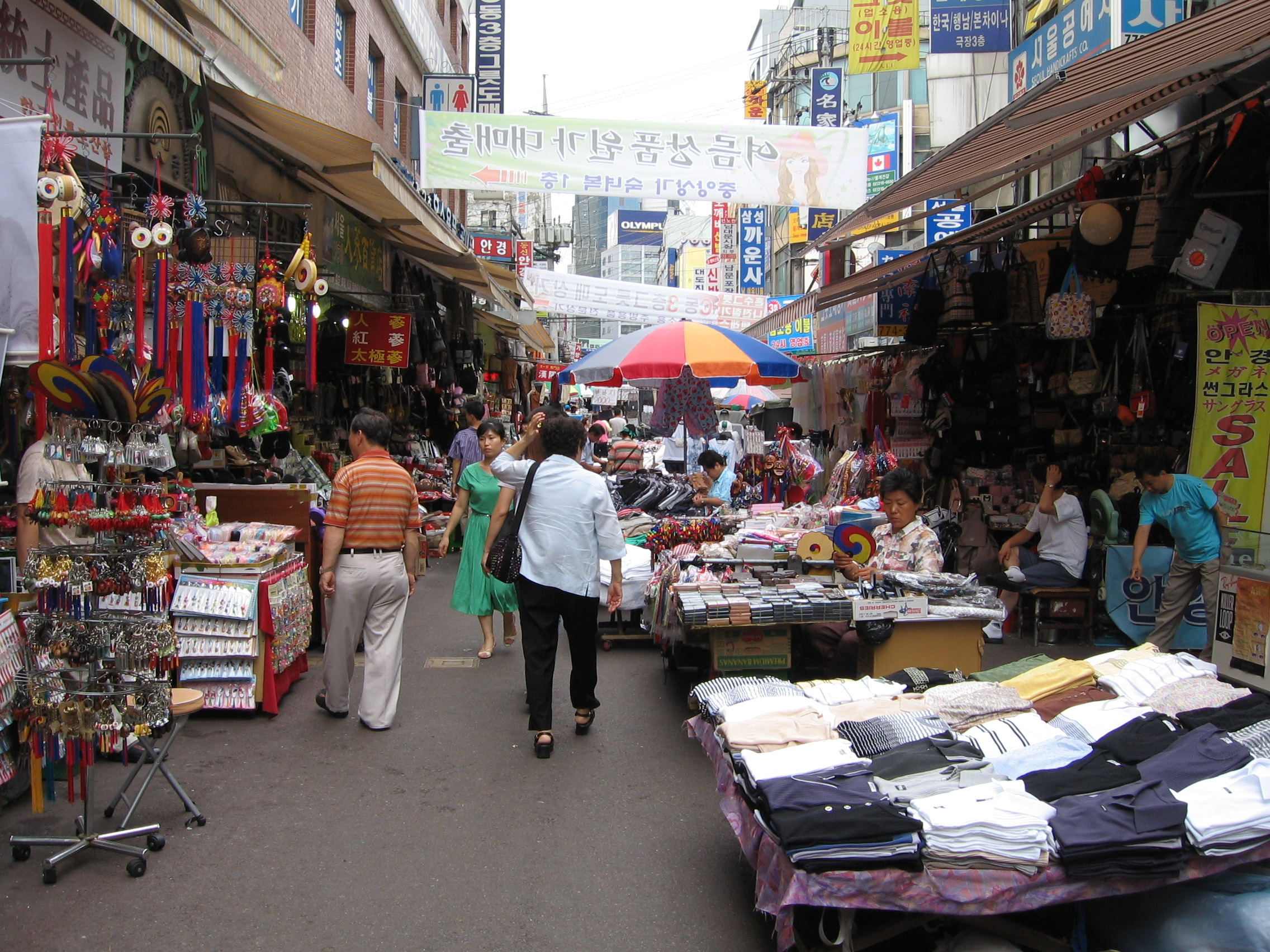
Namdaemun-Sijang im Stadtteil Jung-gu von Seoul

### Namdaemun-Sijang in Seoul
Der Namdaemun-Markt (남대문시장) ist einer der ältesten und der größte traditionelle Markt in Korea. Namentlich erwähnt wurde dieser Markt 1414, in der Anfangszeit des Joseon-Reiches (대조선국) (1392–1910). Er befand sich am Südtor der Stadt. Während der Annexion Koreas durch Japan gründete 1911 ein koreanischer Reichsbeamter die Joseon-Agrarwirtschafts AG, auf deren Basis der Markt, wie er heute noch existiert, entwickelt wurde. 1922 ging der Markt in Besitz eines Japaners über und wurde 1936 in Jungangmulsan (중앙물산) umbenannt. Koreanische Händler wurden vertrieben und so war der Markt bis zur Befreiung Koreas im Jahr 1945 gänzlich in japanischer Hand. Nach 1945 kamen die koreanischen Händler zurück, doch während des Koreakriegs kam der Markt zum Erliegen.
1964 wurde der Markt unter seinem alten Namen wiedereröffnet. Mit 42.225 m2 Fläche, 58 Gebäuden und über 9200 Läden ist der Markt heute der größte des Landes. Schätzungsweise 17.000 verschiedene Produkte werden auf ihm angeboten. Neben den traditionellen Waren eines koreanischen Marktes sind auch ihm auch Kleidungsangebote, Hightech-Produkte, Accessoires, Schmuck, Brillen und anderes zu finden.

### Gyeongdong-Sijang in Seoul

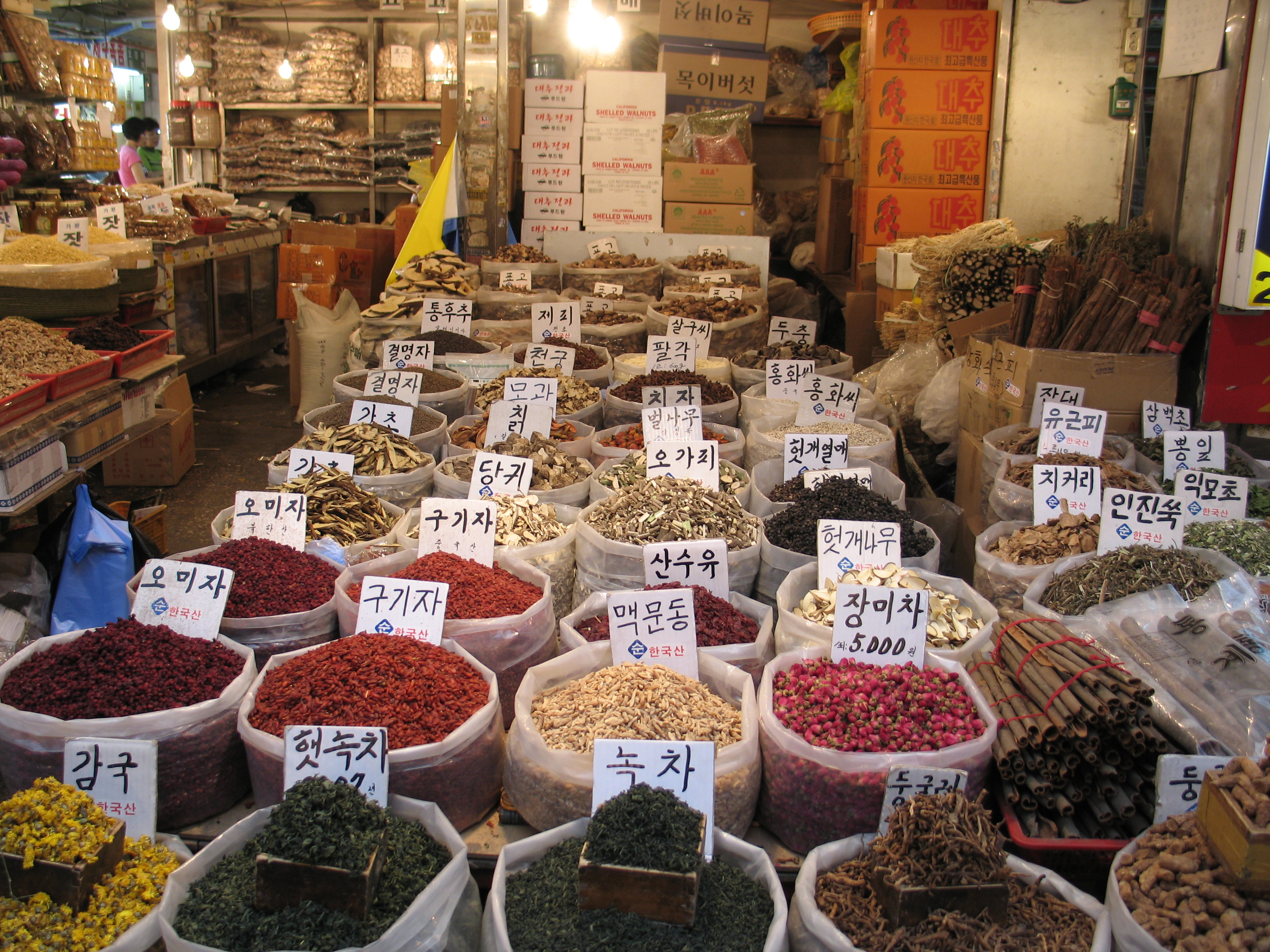
Yangnyeongsi-Markt

Der Gyeongdong-Markt (경동시장) liegt im Stadtbezirk Dongdaemun-gu (동대문구) von Seoul. Er erstreckt sich über eine Fläche von rund 100.000 m2 und besteht aus den alten und neuen Kyungdong-Märkten, dem Kyungdong-Gebäude, dem Hansol Donguibogam Tower und dem Yangnyeongsi-Markt (양녕시), der der größte Markt für Heilkräuter und asiatischen medizinischen Zutaten in Korea ist. Von König Hyojong (1649–1659) ins Leben gerufen, bestand der Markt bis zur japanischen Kolonialherrschaft (1910–1945). Da im Umfeld des Marktes auch soziale Einrichtungen für Arme und Kranke bestanden und der Markt auch eine starke soziale Funktion hatte, befürchteten die japanischen Besatzer, dass von dem Markt Unterstützung für die Unabhängigkeitsbewegung ausgehen könnten. Der Markt wurde geschlossen und bekam erst in den 1960er Jahren neue Impulse. Heute werden zwei Drittel aller medizinisch wirksamen Kräuter Koreas auf dem Markt gehandelt.

## Beispiele neuerer Märkte
Andere bekannte Märkte sind erst im letzten Jahrhundert entstanden, wie z. B. der Tongin-Markt (통인시장), der seit 1941 in der Nähe des Gyeongbokgung-Palastes (경복궁) in Seoul stattfindet, der Pungmul-Markt (붕물시장), ein Folkloreflohmarkt, der in einem zweistöckigen Gebäude am Cheonggyecheon (청계천) beherbergt ist, der Dongdaemun-Markt (동대문시장), ein Markt für Kleidung mit rund 30.000 Läden, eingerichtet in einem modernen Zentrum, bietet er Verkaufsfläche für Einzelhandel und Großhandel.